# Idaarderadeel
Idaarderadeel (Fries: Idaarderadiel) is een voormalige gemeente in het midden van de provincie Friesland (Nederland). De gemeente heeft bestaan tot 1984. Het raadhuis stond in Grouw.
Na de gemeentelijke herindeling op 1 januari 1984 ging Idaarderadeel samen met Rauwerderhem en een groot deel van Utingeradeel op in de nieuwe gemeente Boornsterhem. Op 1 januari 2014 ging dit gedeelte van de gemeente over naar de gemeente Leeuwarden.

## Plaatsen
De gemeente Idaarderadeel bevatte in 1983 acht dorpen. De hoofdplaats was Grouw. De Nederlandse namen waren nog de officiële. De plaatsnaamborden in de gemeente waren grotendeels eentalig Fries.
Aantal inwoners per woonkern op 1 januari 1983:
| Nederlandse naam | Friese naam | Inwoners |
| ---------------- | ----------- | -------- |
| Grouw            | Grou        | 5.050    |
| Warga            | Wergea      | 1.840    |
| Roordahuizum     | Roardhuzum  | 991      |
| Wartena          | Warten      | 914      |
| Idaard           | Idaerd      | 116      |
| Friens           | Friens      | 83       |
| Warstiens        | Warstiens   | 43       |
| Aegum            | Eagum       | 28       |

Bron: Provincie Friesland
Een aantal buurtschappen in de gemeente waren: Domwier, Gotum, Naarderburen, Siteburen, Tsienzerburen en Zuiderend.

## Aangrenzende gemeenten
| Aangrenzende gemeenten | Aangrenzende gemeenten | Aangrenzende gemeenten | Aangrenzende gemeenten | Aangrenzende gemeenten |
| ---------------------- | ---------------------- | ---------------------- | ---------------------- | ---------------------- |
| Leeuwarden             |                        |                        |                        | Tietjerksteradeel      |
|                        |                        |                        |                        |                        |
| Rauwerderhem           | Smallingerland         |                        |                        |                        |
|                        |                        |                        |                        |                        |
|                        |                        | Utingeradeel           |                        |                        |